# Abdul Hadi Awang
Abdul Hadi Awang (en árabe: حاج عبدالهادي اوڠ; n. Terengganu, 20 de octubre de 1947) es un político malayo y presidente del Partido Islámico de Malasia (Parti Islam Se-Malaysia o PAS) desde el 23 de julio de 2002. Ejerció varios cargos predominantes en su estado natal, Terengganu, donde su partido predomina desde 1990, y como líder opositor al Barisan Nasional en el gobierno federal malayo. A nivel internacional, ha sido nombrado Vicepresidente de la Unión Internacional de Académicos Musulmanes.
Hadi recibió su educación en las escuelas del vecindario antes de continuar sus estudios en la Universidad Islámica de Medina entre 1969 y 1973, y más tarde en la Universidad Al-Azhar. A su regreso a Malasia se unió al partido ABIM en 1977, donde rápidamente se convirtió en el jefe de la sección partidaria del estado de Selangor. Un año después, Hadi se unió al PAS, bajo el cual disputó un escaño parlamentario en las elecciones federales de 1978. Rápidamente ascendió en las filas. Se convirtió en vicepresidente del PAS en 1989, cuando Fadzil Noor fue elegido para la presidencia del partido. En 1999 fue elegido por amplio margen Menteri Besar de Terengganu durante el mayor apogeo político del PAS, como parte de la coalición Barisan Alternatif. Sin embargo, perdería el cargo en las elecciones de 2004.
Siguió siendo vicepresidente hasta 2002, cuando Fadzil murió de un ataque al corazón y Hadi lo sucedió como presidente de PAS. Durante su liderazgo, el PAS se unió al Pacto Popular, la primera coalición opositora en obtener una victoria por voto popular a nivel nacional en 2013, aunque sin acceder al gobierno debido al gerrymandering. En 2015, debido a que el resto de la coalición consideraba "imposible" continuar trabajando con el PAS, el Pacto Popular se disolvió, sin que tuvieran éxito los intentos de Hadi de mantenerla viva.